# Thelypteris decrescens
Thelypteris decrescens är en kärrbräkenväxtart som beskrevs av George Richardson Proctor. Thelypteris decrescens ingår i släktet Thelypteris och familjen Thelypteridaceae. Inga underarter finns listade.